# Roncafort
Roncafort è un sobborgo del comune di Trento posto a nord della città. Il sobborgo è collegato ad est con la vicina frazione di Gardolo, e a sud con il quartiere di Cristo Re.
Assieme a Gardolo, appartenente alla circoscrizione amministrativa n. 1 del comune di Trento.

## Descrizione
Il sobborgo, distante dal centro storico circa 4 chilometri, è incastonato tra la ferrovia del Brennero, l'autostrada A22, il fiume Adige e si sviluppa lungo la via Maccani e in un'area interna, che parte dalla via Maccani e arriva fino al corso del fiume Adige che troviamo ad ovest della frazione; questa zona corrisponde al vecchio abitato di Roncafort. Oltre l'Adige sovrastano le montagne del Soprasasso e più a nord del Monte Gaggia e della Paganella.
A nord della frazione è stato edificato un interporto, ovvero la stazione di Trento Roncafort, dove è utilizzabile anche il sistema dell'autostrada viaggiante (RoLa).
Roncafort è collegato alla città di Trento anche dalla pista ciclabile della Valle dell'Adige che corre fra il fiume e i meleti.
Fanno attualmente parte di Roncafort le seguenti vie: Loc. Roncafort (corrisponde alla zona originaria del nucleo abitativo, composta solo da case singole originarie e poste nella zona intorno alla Chiesa di Sant'Anna), Via delle Bettine, Via Ezio Maccani (la parte nord), Via Luigi Caneppele, Via dell'Asilo, Via Danilo Paris, Via Guido Polo e Via Luigi Bonazza.

## Storia
Il nome Roncafort deriva da due elementi: ronca da lat. runca, cioè la roncola l'attrezzo usato dai contadini e boscaioli per abbattere, recidere alberi di basso fusto, sterpaglie, liberare un terreno dalla vegetazione e ridurlo a coltura; fort: forte, duro racchiude lo sforzo umano che fu impiegato in questi luoghi agli inizi del XIX secolo; alcuni abitanti delle zone vicine, alla ricerca di terre da coltivare, intrapresero la bonifica di questa località prossima al fiume Adige, e quindi paludosa, ricoperta da boscaglie: l'area, trovandosi quasi allo stesso livello del letto del fiume, periodicamente era interessata alle sue piene, quando il fiume defluiva lasciava accumularsi detriti, ghiaie, ramaglie, tronchi. I contadini per poter coltivare il terreno dovettero lavorare duro per liberarlo.
Nel 1882, in seguito alla grande alluvione del fiume Adige, fu avviata una grande operazione di bonifica con un'intensa opera di drenaggio del terreno, costituita da fosse, cioè canali a cielo aperto, con una certa pendenza che permetteva il deflusso delle acque da Nord a Sud. Di queste fosse, con gli anni riempite e ricoperte da strade, esiste ancora qualche pezzo a cielo aperto. 

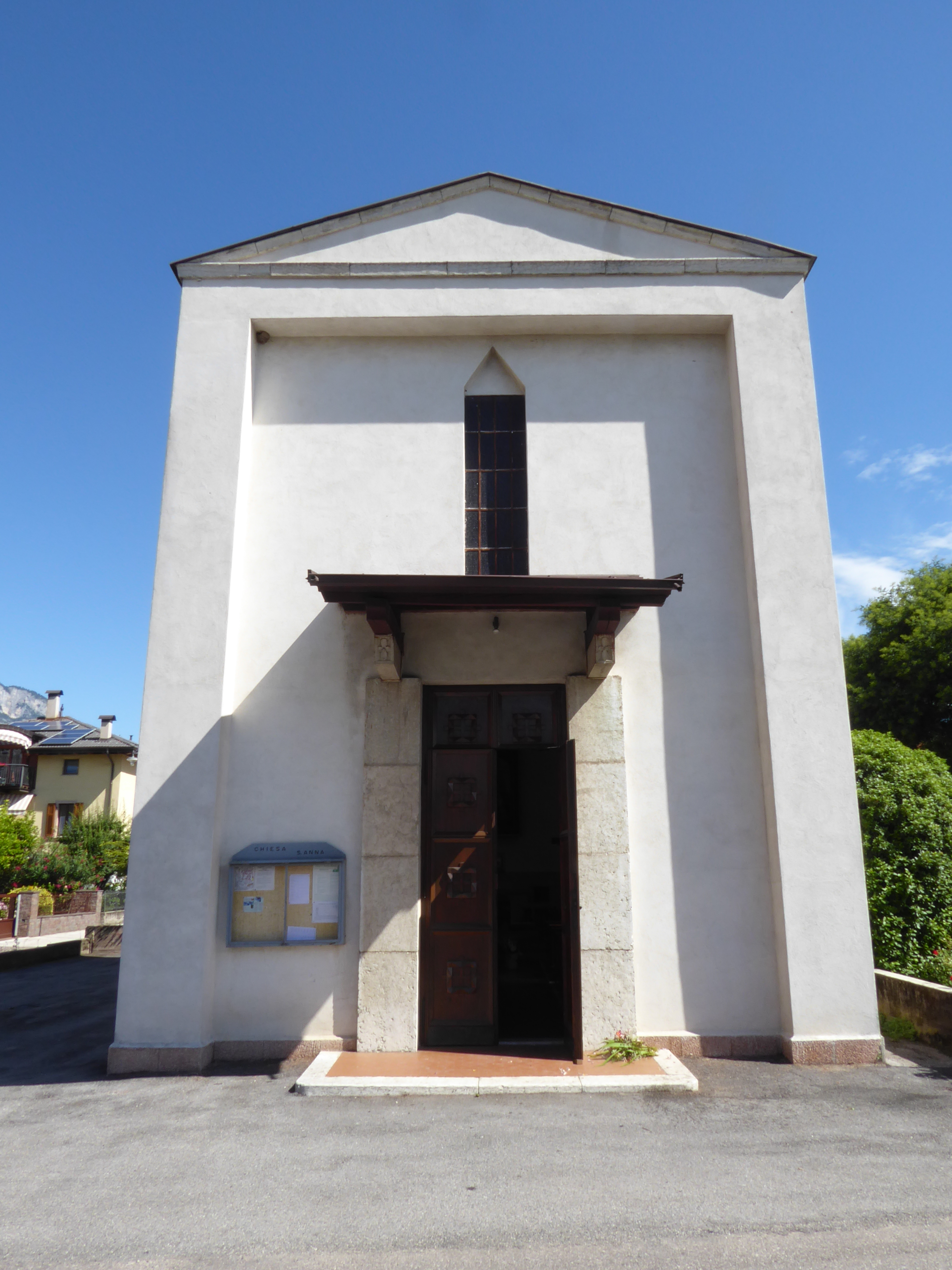
Chiesa di Sant'Anna

Le prime famiglie che si insediarono a Roncafort,  liberando i terreni e svolgendo attività agricola, furono i Tasin, i Faes, gli Stenico. Nel 1899, uno dei maggiori possidenti del posto, Massimo Gennari fu Pietro donò un terreno di cerca 80 pertiche e una cospicua offerta in denaro: questo permise l'edificazione di una chiesetta, costruita anche grazie al lavoro volontario dei paesani; la chiesetta, fortemente voluta dagli abitanti, per ovviare alla lontananza da Gardolo, fu inaugurata con la benedizione del parroco, don Francesco Torresani, nel 1899. La stessa chiesa, nella primavera del 1915, insieme a tutte le case dell'abitato, causa l'entrata in guerra dell'Italia contro l'Austria e trovandosi Roncafort proprio sulla linea del fronte, fu abbattuta. La chiesa è stata in seguito dedicata a Sant'Anna,  in seguito alla liberazione da un'epidemia.
A maggio 1915, gli abitanti di Roncafort, insieme a quelli di Melta, Gardolo, e Campotrentino, furono evacuati: mentre gli uomini validi erano in guerra, donne, bambini e anziani furono caricati sui treni merci e trasferiti come profughi in Moravia, che come il Trentino faceva allora parte dell'Impero Asburgico. Le case furono minate e rase al suolo lungo una striscia larga un km e mezzo e di Roncafort rimasero solo sassi e macerie. Fra Melta e Roncafort, ben sessanta case fra il 10 e 23 di maggio furono abbattute e al loro posto venne predisposta un'opera di fortificazione perché Trento era piazzaforte di guerra.
Alla fine della guerra la popolazione ritornò e con qualche misera indennità di guerra ricostruì le abitazioni, usando anche le vecchie macerie. Anche la chiesa fu ricostruita nello stesso luogo per opera di un comitato frazionale. Fu consacrata a Sant'Anna, come si legge anche dalla lapide apposta per ringraziare la santa alla fine della Seconda Guerra Mondiale. La chiesa fu benedetta nel 1930. Esiste un documento sottoscritto da molti capofamiglia di Roncafort, con cui si chiedeva al vescovo che la Santa Messa potesse essere officiata nel paesino nei giorni di domenica e festivi, per consentire a tutti di parteciparvi. La risposta però sarà negativa, concedendosi che vi sia officiata solo in alcune occasioni. A quell'epoca gli abitanti di Roncafort erano seicento e la distanza da Gardolo, dovendosi la maggior parte muoversi solo a piedi, era notevole.
Finita la prima guerra mondiale, la vita nell'abitato riprese con molta povertà, essendo l'economia completamente agricola. Poco prima della guerra, Roncafort, aveva però visto l'edificarsi di un aeroporto (nella stessa zona dove ora sorge lo scalo intermodale), chiamato allora campo d'aviazione. Si tratta dell'aeroporto dove furono costruiti i primi aerei di Giovanni Battista Caproni, e avrà, negli anni a ridosso della seconda guerra mondiale, un notevole sviluppo, offrendo anche lavoro a vari abitanti della zona. La storia dell'aeroporto e dello stabilimento dell'ingegner Giovanni Caproni ha interessato l'abitato per un lungo periodo dalla prima guerra mondiale fino agli anni '50. Negli anni '30 l'aeroporti costituì anche uno scalo tecnico per il volo Milano Monaco realizzato con un aereo-flotta per il trasporto passeggeri. L'aeroporto di Roncafort fu chiuso negli anni '50 e ne fu costruito un altro a Trento Sud. Durante la II guerra mondiale, la Caproni diventò industria bellica, in seguito cessò la produzione e passò a produrre motociclette (come la storica Capriolo ora divenuta cimelio da collezione),  e in seguito, con il nome Laverda, anche roulotte.
L'abitato rimase agricolo e abbastanza isolato dalla città fino agli anni '60, allora inizio a conoscere un certo incremento edilizio e fu raggiunto dalla prima linea del servizio di trasporto pubblico. A partire dal 1965 i campi iniziarono a lasciare il posto a condomini e nuovi edifici e iniziò l'incremento demografico. Attualmente, a partire dagli anni 2000, l'abitato è stato interessato dall'edificazione di nuove palazzine e case popolari e quindi dall'insediamento di numerose nuove famiglie immigrate, soprattutto provenienti dall'Africa e paesi dell'Est Europa, come tutta la zona Nord di Trento.
Nota:
Causa ritrovamento documento storico certificato presso l’Archivio Diocesano di Trento (A.S.S.C.) si pone in dubbio l’etimologia del termine Roncafort. Secondo questa fonte ‘Roncafort’ deriverebbe dalla fusione di due termini distinti: ‘rom’, successivamente modificato in ‘ron’ per questioni politiche; ‘forte’ in quanto certificata la presenza di una roccaforte nelle vicinanze. 
Questa versione della storia può essere dubbia in quanto la scrittura è diversamente interpretabile.

## Associazioni
Dal 1988 è attiva a Roncafort l'associazione culturale Il gruppo Archiviato il 28 ottobre 2017 in Internet Archive., nata con lo scopo di promuovere l'aggregazione culturale e sociale degli abitanti. L'associazione organizza eventi in piazza, concerti, feste, castagnate,  escursioni in montagna e conferenze. L'associazione è attiva anche nella pubblicazione di un giornale di quartiere intitolato A nord di Trento che esce con periodicità bimestrale.

## Curiosità
Sorprendente è stata la scoperta, a fine anni '90, da parte dello studioso Prosser, di un ambiente umido sconosciuto, un biotopo, nell'area di Roncafort, dove ora sorge lo scalo intermodale e l'interporto: si trattava di un ambiente di grande interesse botanico con specie floreali tipiche di zone paludose e umide. Scoperta sorprendente in circa 14 ettari di ben 23 specie della lista rossa della flora provinciale, di queste ben 19 erano concentrate in circa 1,3 ettari di prateria umida e tre di esse erano presenti in Trentino solo a Roncafort. La destinazione d'uso della zona, dove nei primi anni 2000 è stato attuato e completato l'Interporto doganale di Trento Nord,  ha successivamente alterato l'area umida e portato alla scomparsa del biotopo.